# University of Rochester
De University of Rochester is een Amerikaanse onderzoeksuniversiteit in Rochester (New York). De universiteit behoort sinds 1941 tot de Association of American Universities. De universiteit ligt in het noordwesten van de staat New York, aan de zuidoever van het Ontariomeer en vlak bij de grens met Canada.
Een zeer bekend onderdeel van de University of Rochester is de Eastman School of Music, een conservatorium met circa 900 studenten. Andere gekende onderdelen zijn het Strong Memorial Hospital, het Institute of Optics (sinds de oprichting in 1929 gerenommeerd in de optica) en Rochester's Laboratory for Laser Energetics waar de op een na meest energie gebruikende fusielaser ter wereld staat opgesteld. Een van de grote sponsors van de universiteit was George Eastman.
Doorheen de geschiedenis van de instelling waren er vijf alumni, twee hoogleraren en een senior onderzoeker van de instelling die een Nobelprijs ontvingen. Een Pulitzerprijs ontvingen acht alumni en vier hoogleraren. Negentien hoogleraren ontvingen een Guggenheim Fellowship.
De Nobelprijswinnaars die aan de UR studeerden waren Vincent du Vigneaud, Arthur Kornberg, Daniel Carleton Gajdusek, Steven Chu en Masatoshi Koshiba. Nobelprijswinnaars verbonden met Rochester waren de hoogleraren George Hoyt Whipple, Henrik Dam en Robert Fogel.
De universiteit had in 2011 meer dan 103.000 levende alumni.